# Renate Tobies
Renate A. Tobies (25 de gener de 1947) és una matemàtica i historiadora de les matemàtiques alemanya coneguda per haver escrit les biografies de Felix Klein i Iris Runge.

## Educació i carrera
Tobies es va criar a la República Democràtica Alemanya, i va estudiar química i matemàtiques a la Univeresitat de Leipzig. Allà va completar una dissertació de doctorat (Dr. paed.) sobre la història de l'ensenyament de la química, Die Entwicklung des allgemeinbildenden Chemieunterrichts auf dem Gebiet der DDR unter besonderer Berücksichtigung der ideologischen Erziehung (1945 bis zum VIII. Parteitag der SED), l'any 1975. Després d'ensenyar farmàcia breument, va obtenir una posició a l'Institut d'Història de la Medecina i de les Ciències Naturals de Leipzig, especialitzant-se en la història de les matemàtiques. Allà, hi va completar la seva habilitació i va completar un segon doctorat (Dr..sc.) l'any 1986 amb un treball titulat Die gesellschaftliche Stellung deutscher mathematischer Organisationen und ihre Funktion bei der Veränderung der gesellschaftlichen Wirksamkeit der Mathematik (1871 - 1933).
La reunificació d'Alemanya va comportar una reducció dràstica de la mida de l'Institut de Leipzig, i l'any 1993 Tobies va obtenir el Sofja Kowalewskaja Visitant Professorship a la Universitat de Kaiserslautern. Després de diversos programes d'estada com a visitant a la Universitat Tècnica de Brunsvic, a la Universitat de Göttingen, a la Universitat de Stuttgart, i a la Universitat de Linz, es va establir a la Universitat de Jena fins a la seva jubilació.

## Reconeixement
Tobies es va convertir en membre de correspondència de l'Acadèmia Internacional de la Història de la Ciència l'any 2007.